# Jean Brunet (poète)
Pour les articles homonymes, voir Jean Brunet et Brunet.
Jean Brunet (né le 27 décembre 1822 à Avignon et mort dans la même ville le 23 octobre 1894) est un poète français de langue occitane. Il fut l'un des sept membres fondateurs du Félibrige avec Frédéric Mistral, Joseph Roumanille, Théodore Aubanel, Paul Giéra, Anselme Mathieu et Alphonse Tavan. Poète mélancolique et utopiste, il découvrit dans le Félibrige un mouvement qui combla ses aspirations démocratiques et sa fougue juvénile[Quoi ?]'.

## Biographie

### L'ami de Mallarmé
Il commença sa vie professionnelle comme peintre-décorateur et verrier d'art tout en tenant un magasin d'antiquités au 1bis de la rue des Fourbisseurs à Avignon. Il se maria avec Cécile Bernard, qui fut la marraine par procuration de Geneviève, la fille de Stéphane Mallarmé qui s'était liée d'amitié avec le couple lors de son séjour avignonnais.

### Fondateur du Félibrige

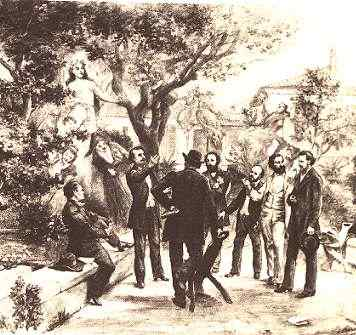
Réunion des sept fondateurs du Félibrige, en 1854, au château de Fontségune, à Châteauneuf-de-Gadagne

Réuni avec ses amis, au château de Fontségune, à Châteauneuf-de-Gadagne, le 21 mai 1854, Brunet fut l'un des sept primadié, fondateurs du Félibrige.
De 1876 à sa mort, il est majoral du Félibrige.
Ce fut lui aussi, alors que le couple avait déménagé au 17 de la rue Galante qui reçut Víctor Balaguer (1824-1901), chef du parti libéral catalan et franc-maçon comme lui, lors de son exil en 1867.

### Fervent républicain
Après la défaite de Sedan, après que la IIIe République eut été proclamée à Paris le 4 septembre 1870, et à Avignon, par les soins d'Alphonse Gent, Mallarmé lui écrivit : 

« La journée, si amèrement commencée, ne pouvait finir d’une façon plus grandiose. Seulement, c’était à vous de monter au balcon de l’Hôtel de Ville d’Avignon, pour y proclamer la République à la Provence. »

Devenu capitaine des pompiers, il fut aussi élu conseiller municipal sur la liste républicaine le 30 avril 1871.

### Poète triste et généreux
Il ne publia que quelques poésies empreintes de tristesse dans l'Armana, sous le pseudonyme de Felibre de l'Arc-de-Sedo, et travailla surtout à la rédaction d'un répertoire, resté inédit, de proverbes provençaux.
Ruiné par ses largesses, il décéda à l’hôpital d’Avignon en 1894, après avoir tenté de se suicider. Ce fut la municipalité qui paya ses obsèques. Devant son tombeau, au cimetière Saint-Véran, son ami Félix Gras, en tant que capoulié fit son éloge funèbre : 

« Ce poète républicain a bataillé toute sa vie pour l’humanité sur la barricade de la charité. »

## Œuvres
Toute son œuvre, restée sous la forme manuscrite est déposée à la bibliothèque du Musée Arbaud à Aix-en-Provence. Il en publia trois extraits : 
- Bachinello e proverbi sus la Luno (1876) en ligne dans Ciel d'Oc
- Études des mœurs provençales par les proverbes et dictons, première version, (1882)
- Études des mœurs provençales par les proverbes et dictons, seconde version, (1884)

## Odonymie
(Liste non exhaustive)